# Jeu de la boule de hasard
 (juillet 2017).
Si vous disposez d'ouvrages ou d'articles de référence ou si vous connaissez des sites web de qualité traitant du thème abordé ici, merci de compléter l'article en donnant les références utiles à sa vérifiabilité et en les liant à la section « Notes et références ».
Le jeu de la boule de hasard est un jeu d'argent qui se joue sur un plateau incliné. Ce jeu de pari nécessite quatre joueurs et parfois une banque. Considéré comme un jeu de comptoir et d'auberge, il est inscrit à l'Inventaire du patrimoine culturel immatériel en France depuis  2011.

## Règles du jeu
Dans ce jeu, c'est la boule qui détermine, de manière aléatoire, le nombre de points en se logeant dans l'un des quatre compartiments présents sur la table de jeu en bois. De gauche à droite, il est possible d'obtenir 1, 2, 3 ou 4 points.
Il existe trois types de règles dont deux sont encore pratiquées aujourd'hui :
- Règle simple :

Chaque joueur en un nombre de lancers prédéterminés doit pouvoir obtenir le plus de points possible. En cas d'égalité, les joueurs relancent autant de fois qu'il faut pour se départager.
- Règle à la soustraction :  à partir d'un score de départ (50 par exemple), le but est d'obtenir un score final de 0 point, en un nombre déterminé de lancers. Pour ce faire, il faut soustraire, après chaque lancer, les points équivalant au compartiment atteint, par la boule. À chaque partie, un joueur est éliminé.

En cas d'égalité finale, un label est proposé avec la moitié du score initial (ici 25 points).
- Règle à la banque : cette variante était pratiquée dans certains bars de l'est Cotentin jusque dans les années 1980. En l'absence de table de jeu, il était possible de fabriquer un circuit avec des couverts, des paquets de cigarettes. Un verre ou une moque (verre de cidre) pouvait servir de réceptacle final à la boule. Un maximum de quatre joueurs est autorisé, avec une somme d'argent de départ égale. Le banquier est le cinquième joueur. Il doit avoir en sa possession le total de la somme détenue par tous les joueurs.

Après avoir établi l'ordre de jeu, le premier parieur mise la somme de son choix dans l'un des quatre compartiments, créés avec des couverts ou des paquets de cigarettes. Les autres joueurs misent la même somme. La banque peut choisir de suivre ou de surenchérir, obligeant tous les joueurs à rajouter plus d'argent.
La banque commence le jeu en essayant de faire parvenir sa boule dans le compartiment où se trouve l'argent. Si elle y parvient, elle remporte la totalité de la mise. Sinon, les joueurs se succèdent selon l'ordre préétabli. Le premier parieur remporte toujours la mise tant qu'il gagne. Dès qu'il perd, il faut respecter l'ordre de départ.
Le jeu s'arrête lorsque la banque ou l'un des joueurs perd tout son argent. L'objectif de la banque est de tout remporter sans pour autant perdre son capital de départ.